# Leucopogon gelidus
Leucopogon gelidus är en ljungväxtart som först beskrevs av George Bentham, och fick sitt nu gällande namn av N. A. Wakefield. Leucopogon gelidus ingår i släktet Leucopogon och familjen ljungväxter. Inga underarter finns listade i Catalogue of Life.